# دهستان پایکوسه
دهستان پایکوسه (به لاتین: Paikuse Parish) یک دهستان در استونی است که در شهرستان پارنو واقع شده‌است.

## خصوصیات
دهستان پایکوسه ۱۷۷ کیلومترمربع مساحت و ۳٬۰۲۱ نفر جمعیت دارد.

## خواهرخوانده
شهر لوبس خواهرخواندهٔ دهستان پایکوسه هست.